# Stena Estrid
Lo Stena Estrid è un traghetto appartenente alla Stena Line, capoclasse della classe E - Flexer.

## Caratteristiche
Lo Stena Estrid è il primo traghetto della classe E-Flexer lungo 214,50 metri e largo 28,43, è capace di trasportare 1.000 passeggeri e 120 auto o 3.100 metri lineari di carico merci.
Spinto da 2 motori diesel MaK M43C, pee una potenza totale di 25.200 kW (33.800 CV), riesce a raggiungere una velocità di servizio di 22 nodi.

## Servizio
Varato il 16 gennaio 2019 nel cantiere navale cinese AVIC Weihai Shipyard di Weihai con il nome di Stena Estrid e consegnato il 15 novembre successivo alla Stena Line, salpa per l'Europa il 22 novembre. Giunto a Dublino il 22 dicembre, prende servizio il 13 gennaio 2020 sulla Dublino-Holyhead. Saltuariamente opera nei collegamenti tra Belfast e Cairnryan e Liverpool, Belfast e Dublino.

## Navi gemelle
- Guillaume de Normandie
- Stena Edda
- Galicia
- Stena Embla
- Côte d'Opale
- Salamanca
- Stena Estelle
- Stena Ebba
- Santoña
- Ala'Suinu
- Saint-Malo
- Capu Rossu